# Kausalitet
Kausalitet, eller orsakssamband, innebär en form av nödvändighet i relationen mellan empiriska fenomen (ting eller händelser). Om kausalitet råder mellan två fenomen, kallas det ena orsak och det andra verkan. Statistiska samband kan sakna orsakssamband: två relaterade händelser kan till exempel bero på en tredje händelse. Relationens nödvändighet uttrycks i vetenskapliga lagar som i sin tur bygger på naturlagarna.
Vanliga antaganden inom naturvetenskapen är dels att verkan inte kan föregå orsaken, dels att allting har (minst) en orsak. I den antika filosofin (Aristoteles) finns också idén om teleologiska orsaker, vilket motsvarar vad vi närmast kan beskriva som syfte eller ändamål. I modern fysik finns idén att enskilda händelser på mikroplanet (exempelvis en atomkärnas till synes spontana sönderfall) är slumpmässiga, det vill säga inte låter sig förklaras som nödvändiga med hänvisning till någon lag. Frågan om det ändå meningsfullt går att föreställa sig någon orsak till dem är en av den moderna fysikens metafysiska tvistefrågor (debatten Einstein-Bohr). Denna tvistefråga anses ha avslutats genom att man experimentellt kunnat verifiera Einstein–Podolsky–Rosen-paradoxen. Under alla förhållanden kommer naturens lagbundenhet även på mikronivån till uttryck som lagbundna statistiska sannolikheter, vilka på makronivån ger sig tillkänna som omutliga orsaks-verkans-relationer av klassisk typ.
Enligt Kant är kausaliteten ett uttryck för hur det mänskliga förståndet är konstruerat, en så kallad förståndskategori, som föreligger före varje faktisk observation (a priori). Teorin kan bland annat förstås som ett sätt att besvara frågan varför allting har en orsak.

## Historia

### Västerländsk filosofi

#### Aristoteles
Aristoteles gjorde åtskillnad mellan fyra orsaker, eller fyra förklaringar, som var och en svarar på frågan "varför?" på olika sätt. Dessa olika förklaringssätt kan delas in i fyra allmänna grupper enligt följande:
- Den materiella orsaken är den fysiska kroppen, massan av "råmaterial" av vilket något är "gjort" (som det består av).
- Den formella orsaken säger oss vad, genom analogi med en hantverkares plan, något är tänkt eller planerat att vara.
- Den påverkande orsaken är den yttre påverkan som ger upphov till förändringen eller slutet av förändringen.
- Den ändamålsenliga orsaken är syftet för vilket något existerar, eller är tillverkat – inkluderande både avsiktlig och rent mekanisk påverkan. Den ändamålsenligt orsaken, eller telos, är syftet, eller målet, som något är ämnat att uppfylla.

#### Efter medeltiden
Vid slutet av medeltiden blev emellertid Aristoteles uppställning, speciellt rörande den formella och den ändamålsenliga orsaken, kritiserad av författare som Niccolò Machiavelli, inom fältet för politiskt tänkande, och Francis Bacon, rörande vetenskap mer allmänt. En allmänt använd modern definition av kausalitet gavs ursprungligen av David Hume. Han förnekade att vi någonsin kan uppleva orsak och verkan, utom genom att utveckla en vana eller tänkesätt där vi associerar de två typen av objekt eller händelser, alltid sammanhängande och som alltid utspelas det ena efter det andra. I Del III, sektion XV, utvecklar Hume detta till en lista över åtta sätt att bedöma om två händelser (things) kan vara orsak och verkan. De första tre:
1. "Orsak och effekt måste hänga samman i tid och rum."
2. "Orsaken måste vara före effekten."
3. "Det måste finnas en konstant förening mellan orsakan och verkan. Det är denna egenskap som utgör relationen."

Sedan tillkommer tre anslutande kriterier som kommer av vår erfarenhet och som är ”källan till det mesta av vårt filosofiska resonerande”:
4. "Samma orsak producerar alltid samma effekt, och samma effekt uppstår endast genom denna orsak. Denna regel kommer av vår erfarenhet, och är källan till det mesta av vårt filosofiska resonerande."
5. Som en följd av ovanstående säger Hume att "där flera olika objekt producerar samma effekt, måste det vara på grund av någon egenskap, som vi upptäcker vara gemensam för dem."
6. Och grundat på samma resonemang: "Skillnaden i effekterna från två liknande objekt måste härröra från det speciella, som gör dem olika."

Och sedan två till:
7. "När något objekt ökar eller minskar genom ökning eller minskning av dess orsak, skall detta betraktas som en sammansatt effekt, som härrör från föreningen av flera olika effekter, som uppstår från flera olika delar av orsaken."
8. "Ett objekt, som existerar under någon tid i sin fulla skapelse utan någon effekt, är inte bara den enda orsaken till den effekten, utan erfordrar att bli hjälpt av någon annan princip, som kan föra vidare dess inflytande och verkan."
Men, enligt Sowa (2000), som citerar Max Born 1949, "har relativitets- och kvantmekaniken tvingat fysiker att överge dessa antaganden såsom varande exakta påståenden om vad som händer på de mest grundläggande nivåerna, men de fortsätter att vara giltiga på nivån för den mänskliga upplevelsen."

## Logik

### Nödvändiga och tillräckliga villkor
Villkor skiljs ofta åt i två typer: Nödvändiga och tillräckliga. En tredje typ av villkor, som fordrar varken nödvändighet eller tillräcklighet i sig själv, men som bidrar till effekten, kallas ”bidragande orsak”.

### Nödvändiga villkor
Om x är ett nödvändigt villkor för y, så är närvaron av y nödvändigtvis implicerat av närvaron av x. Men, närvaron av x implicerar inte att y kommer att hända.

### Tillräckliga villkor
Om x är en tillräcklig orsak för y, så implicerar närvaron av x nödvändigtvis närvaron av y. Men, en annan orsak z kan alternativt ha orsakat y. Sålunda implicerar närvaron av y inte närvaron av x.

### Bidragande orsak
Ett villkor kan klassificeras som "bidragande orsak" om det antagna villkoret föregår effekten, och om effekten ändras när orsaken ändras. Det fordrar inte att alla subjekt som har den bidragande effekten upplever effekten. Det fordrar inte att alla subjekt som inte har den bidragande orsaken kan undkomma effekten. Med andra ord, en bidragande orsak behöver inte vara varken nödvändig eller tillräcklig, men den måste vara bidragande.
J. L. Mackie påstår att det i dagligt tal använda "orsak" egentligen avser INUS-villkor (otillräckliga men betydande delar av ett villkor som i sig är icke nödvändigt men tillräckligt för att effekten skall inträda). Till exempel, en kortslutning som orsak för att ett hus brinner ner. Betrakta alla händelser: kortslutningen, närheten till brännbart material, och frånvaron av brandsläckare. Tillsammans är dessa icke nödvändiga men tillräckliga villkor för att huset skall brinna ner (eftersom många andra samband mellan händelser säkerligen skulle kunna leda till att huset brinner ner, till exempel en eldkastare som riktas mot huset i närvaro av syre etc.). Inom denna samling är kortslutningen otillräcklig (eftersom kortslutningen i sig inte skulle ha orsakat branden, men branden skulle inte ha hänt utan den, om allt annat var lika) men en betydande del av villkoret som är nödvändigt i sig (eftersom något annat skulle kunna ha orsakat att huset brann ner) men tillräckligt för att effekten skall uppstå. Så, kortslutningen är ett INUS-villkor för att händelsen att huset brinner ner skall äga rum.

## Användningsområde

### Vetenskapen
Kausalitet är ett grundläggande antagande inom vetenskapen. Vid användning av vetenskapliga metoder gör forskarna experiment för att bestämma kausaliteten i den fysiska världen. För sambandet mellan den vetenskapliga metoden och experiment finns en hypotes eller flera hypoteser om kausalt samband. Vetenskaplig metod används för att testa hypoteser.
Inom astronomin använder man principen att orsak och verkan inte kan sprida sig med en hastighet snabbare än ljusets. Detta följer av relativitetsteorin som medför att om orsak och verkan sprider sig ännu snabbare kan det finnas observatörer som ser verkan komma före orsak. Mycket snabba händelser måste därför ha en till storleken liten källa. Till exempel gammablixtar som anses ha kärnan hos stjärnor eller neutronstjärnor som ursprung.

### Signalbehandling
Inom signalbehandling innebär kausalitet att ett systems utdata endast beror av då- och nutida indata, och att impulssvaret (om ett sådant finns) måste vara noll för alla t < 0 eller n < 0. Enkelt uttryckt innebär det att i ett kausalt system kan händelseförloppet (utsignalen) aldrig påverkas av något (en förändring i insignalen) som ännu inte inträffat.

### Management

Ishikawadiagram används inom management och ingenjörskonst och visar faktorerna som orsakat effekten. Små pilar binder samman småhändelser till större orsaker.

För kvalitetskontroll utvecklade Kaoru Ishikawa på 1960-talet inom tillverkningsindustrin ett diagram som visar orsak och verkan, känt som fiskbensdiagram. Diagrammet kategoriserar orsakerna, som visas på bilden i sex huvudkategorier: Utrustning, Process, Människor, Material, Omgivning och Management. Dessa kategorier delas sedan in i undergrupper. Ishikawas metod identifierar "förklaringar” (causes)" i brainstormsmöten som görs i olika grupper som är inblandade i tillverkningsprocessen. Dessa grupper kan sedan etiketteras som kategorier i diagrammet. Användningen av dessa diagram har nu spritt sig utanför kvalitetskontrollen, och används inom andra managementområden och inom formgivning och ingenjörskonst. Ishikawadiagrammen har kritiserats för att inte kunna göra skillnad mellan nödvändiga villkor och tillräckliga villkor. Det verkar som om Ishikawa inte ens var medveten om denna distinktion.